# Wohnrother Bach
Der Wohnrother Bach ist ein  etwa vier Kilometer langer Bach im rheinland-pfälzischen Rhein-Hunsrück-Kreis, der aus dem Hunsrück von rechts und Osten in den Mörsdorfer Bach, dort Mastershausener Bach genannt, mündet.

## Geographie

### Verlauf
Der Wohnrother Bach entspringt an der Hunsrückhöhenstraße bei Bell. 
Er fließt dann etwa sechs Kilometer durch ein einsames Tal ohne Straßenanbindung, ein Wanderweg verläuft parallel zum Gewässer. Mehrere Mühlen befinden sich im Tal. Nordwestlich von Wohnroth mündet er schließlich  von rechts in den Mörsdorfer Bach.
Sein etwa 4 km langer Lauf endet ungefähr 158 Höhenmeter unterhalb seiner Quelle, er hat somit ein mittleres Sohlgefälle von etwa 40 ‰.

### Einzugsgebiet
Das 13,96 km² große Einzugsgebiet des Wohnrother Bachs liegt in der Hunsrückhochfläche und wird durch ihn über den Mörsdorfer Bach, den Flaumbach, die Mosel und den Rhein zur Nordsee entwässert.

### Zuflüsse
- Mergenbach (links), 2,0 km, 1,56 km²
- Brühlbach[2]  (links), 5,4 km, 6,78 km²
- Katzenbach (rechts), 1,1 km, 1,28 km²

## Flora und Fauna
Das Tal ist sehr eng mit Eichen und Hainbuchen bewaldet und die Hänge grenzen direkt an den Bach. Der Wohnrother Bach fließt teilweise durch extensiv genutzte Talwiesen, am Ufer stehen vor allem Weiden und Erlen, die heute kaum noch wirtschaftlich genutzt werden. 
Graureiher und Stockenten sind die häufigsten Wasservögel im Bachtal, daneben haben die Wasseramsel und der Eisvogel ihren Lebensraum an dem schnell fließenden Gewässer.